# Rob Hartog
Rob Hartog (Abbekerk, 26 marzo 1992) è un pilota motociclistico olandese.
Vincitore della coppa Europea della categoria Supersport nel 2018.
Anche suo zio, Wil Hartog, ha corso come pilota motociclistico professionista.

## Carriera
Hartog fa il suo esordio in una competizione internazionale nel 2012, partecipando in qualità di wild card alla tappa olandese della European Junior Cup, evento monomarca che seguiva il calendario europeo del campionato mondiale Superbike. Chiude la gara al secondo posto dopo essere scattato dalla pole position. I punti così ottenuti gli consentono di chiudere al diciottesimo posto in classifica piloti. Nella stagione successiva è iscritto per partecipare, sempre come wild card, al Gran Premio di Olanda nel campionato europeo Superstock 600, a bordo di una Suzuki GSX-R600 gestita dal team Niwa Racing. Non parte in gara. Nel 2014 partecipa, nuovamente come wild-card, al Gran Premio d'Olanda e sempre nella Superstock 600. Alla guida di una Suzuki gestita dal Team Hartog - Race Against Cancer, chiude la gara al quarto posto.
Nel 2015 è pilota titolare nella Superstock 600. Guida una Kawasaki ZX-6R gestita dal team MTM-HS Kawasaki. Chiude la stagione all'undicesimo posto in classifica con 39 punti conquistati, portando a termine tutte le otto gare in calendario. Nel 2016 si trasferisce nella Superstock 1000 FIM Cup, alla guida di una Kawasaki ZX-10R gestita dal team Hartog - Jenik. Chiude la stagione al ventisettesimo posto in classifica piloti con sei punti all'attivo, tutti ottenuti con il decimo posto raggiunto nel Gran Premio d'Olanda.
Nel 2017 partecipa alla coppa Europa del campionato mondiale Supersport in sella ad una Kawasaki ZX-6R del team Hartog-Jenik-Against Cancer. Si classifica secondo nella graduatoria di questa coppa, ad un punto dal vincitore Hannes Soomer. Per quanto concerne la classifica mondiale, chiude al diciannovesimo posto con ventisette punti ottenuti. Nel 2018 partecipa nuovamente alla coppa Europa del campionato mondiale Supersport, con la stessa moto e lo stesso team della stagione precedente. Vince la Coppa Europa e chiude diciottesimo in classifica mondiale. Nel 2019 è pilota titolare nel mondiale Supersport. Chiude la stagione al ventunesimo posto tra i piloti. 
Nelle annate successive di dedica al mondiale endurance e alle varie categorie del campionato tedesco nel quale si classifica ventiquattresimo in Superbike nel 2024.

## Risultati nel mondiale Supersport
| 2017 | Moto     |  |  |    |    |    |    |    |     |    |    |   |  |  |  | Punti | Pos. |
| ---- | -------- |  |  | -- | -- | -- | -- | -- | --- | -- | -- | - |  |  |  | ----- | ---- |
| 2017 | Kawasaki |  |  | 12 | 10 | 17 | 19 | 13 | Rit | 10 | 17 | 8 |  |  |  | 27    | 19º  |

| 2018 | Moto     |  |  |    |   |    |     |    |    |    |    |  |  |  |  | Punti | Pos. |
| ---- | -------- |  |  | -- | - | -- | --- | -- | -- | -- | -- |  |  |  |  | ----- | ---- |
| 2018 | Kawasaki |  |  | 10 | 8 | 11 | Rit | 11 | 13 | SQ | 17 |  |  |  |  | 27    | 18º  |

| 2019 | Moto     |    |    |    |    |    |    |    |    |    |     |    |    |  |  | Punti | Pos. |
| ---- | -------- | -- | -- | -- | -- | -- | -- | -- | -- | -- | --- | -- | -- |  |  | ----- | ---- |
| 2019 | Kawasaki | NP | 14 | NP | 14 | 16 | 15 | 18 | 12 | 18 | Rit | 21 | 19 |  |  | 9     | 21º  |

| Legenda | 1º posto        | 2º posto            | 3º posto           | A punti      | Senza punti        | Grassetto – Pole position Corsivo – Giro più veloce |
| Legenda | Gara non valida | Non qual./Non part. | Ritirato/Non class | Squalificato | '-' Dato non disp. | Grassetto – Pole position Corsivo – Giro più veloce |